# Chelmon muelleri
Chelmon muelleri е вид бодлоперка от семейство Chaetodontidae. Видът не е застрашен от изчезване.

## Разпространение и местообитание
Разпространен е в Австралия.
Обитава крайбрежията на полусолени водоеми, морета и рифове в райони с тропически климат. Среща се на дълбочина от 0,5 до 10 m, при температура на водата от 24,7 до 27,3 °C и соленост 34,1 – 35,4 ‰.

## Описание
На дължина достигат до 20,5 cm.
Популацията на вида е стабилна.